# Panam
Panam Dzong, Chinees: Bainang Xian is een arrondissement in de prefectuur Shigatse in de Tibetaanse Autonome Regio, China. In 1999 telde het arrondissement 41.516 inwoners. Het ligt op een hoogte van ongeveer 4000 meter. De gemiddelde jaarlijkse temperatuur is 5,9 °C en jaarlijks valt er gemiddeld 281 mm neerslag.